# 温香镇
温香镇，是中华人民共和国辽宁省鞍山市海城市下辖的一个乡镇级行政单位。

## 行政区划
温香镇下辖以下地区：
达连社区、东高社区、后公社区、金坨社区、前公村、淮泡村、郁坨村、新立村、前双村、套里村、后湖村、铁石村、白蒿村、三家村、丁家村、杨家村、宏家村、前坎村、后坎村和前湖村。